# Paper Monkeys
Paper Monkeys è il tredicesimo album in studio del gruppo musicale britannico Ozric Tentacles, pubblicato nel 2011.

## Tracce
Testi e musiche di Ed Wynne.
1. Attack of the Vapours – 5:22
2. Lemon Kush – 6:15
3. Flying Machines – 6:26
4. Knurl – 6:08
5. Lost in the Sky – 7:20
6. Paper Monkeys – 7:17
7. Plowm – 7:52
8. Will of the Wisps – 10:43
9. Air City – 3:53

## Formazione
- Ed Wynne - chitarra, sintetizzatore, programmazione
- Silas Neptune - tastiera
- Oliver Seagle - batteria, percussioni
- Brandi Wynne - basso